# Maria Walsh
Maria Walsh (Boston, 11 de junio de 1987) es una política irlandesa que es miembro del Fine Gael, integrado en el Partido Popular Europeo. Fue elegida diputada del Parlamento Europeo (MEP) por Irlanda desde julio de 2019. Fuera de la política, es conocida por ganar el concurso Rosa de Tralee en 2014. 
Fue reelegida para un segundo mandato de cinco años en junio de 2024. En 2025 recibió el Premio anual a la Defensa de los Valores Europeos en el Europarlamento en los Parliament MEP Awards que otorga The Parliament Magazine. 

## Primeros años y educación
Maria Walsh nació en Boston, Massachusetts, el 11 de junio de 1987. Su madre Noreen creció en Leitir Móir en Connemara en el Condado de Galway y su padre Vincent es de Roundfort en el Condado de Mayo. Vincent emigró a los Estados Unidos en 1973 para trabajar como carpintero cerca de Boston, donde conoció a Noreen. Tuvieron cuatro hijos, dos varones y dos mujeres, todos nacidos en Estados Unidos. La familia se mudó a Shrule, en el condado de Mayo, Irlanda, en 1994, después de comprar allí una granja de 60 acres. Maria Walsh estudió periodismo en el Griffith College de Dublín, y al terminar se mudó a la ciudad de  Nueva York primero y a después a Filadelfia en 2011.
Entre 2017 y 2019, Walsh sirvió como miembro de la Reserva del Ejército como soldado del Cuerpo de Caballería de Irlanda (Primer Escuadrón de Caballería Blindada) con base en el Centro de Entrenamiento de las Fuerzas de Defensa, Campamento Curragh.

## Rosa de Tralee 2014
La Rosa de Tralee de 2014 fue la 55.ª edición del festival internacional anual irlandés que se celebró del 15 al 19 de agosto de 2014. La final internacional del concurso se transmitió en directo por el canal de televisión RTÉ One los días 18 y 19 de agosto. Maria Walsh, compitiendo como la Rosa de Filadelfia, fue coronada como ganadora de la competición el 19 de agosto. Tenía 27 años en ese momento y se había mudado a Filadelfia en 2011. Había sido la favorita en las casas de apuestas, con Paddy Power ofreciendo probabilidades de 2/5 para que se llevara la victoria. Durante su mandato como Rosa de Tralee, Walsh se reunió con el presidente estadounidense Barack Obama en la Casa Blanca el Día de San Patricio de 2015.

## Carrera política

### Elecciones al Parlamento Europeo
Walsh entró por primera vez en la política en las elecciones al Parlamento Europeo de 2019 . Durante la campaña se creó un sitio web "diseñado para parecer un sitio de campaña a favor de la candidatura de Walsh" para oponerse a su campaña y al "estilo de vida homosexual". El sitio web difundió anuncios en Google y Facebook . Después de que Fine Gael solicitara que tanto Google como Facebook eliminaran los anuncios, Facebook se negó a hacerlo afirmando que los anuncios "no infringían los estándares de la comunidad". A pesar de ello, Walsh fue elegida en dichas elecciones como eurodiputada por el distrito irlandés de Midlands-Noroeste, como miembro del Fine Gael y del Partido Popular Europeo. Fue la tercera de cuatro candidatos electos, quedando a continuación de su colega del Fine Gael, Mairead McGuinness, y del independiente Luke "Ming" Flanagan. Y le siguió Matt Carthy del Sinn Féin. A diferencia de Walsh, las otras tres personas fueron reelegidas en su escaños en el Parlamento Europeo donde desarrollaban funciones por su circunscripción.
Walsh fue reelegida en las elecciones al Parlamento Europeo de 2024, recibiendo 71.476 (10,5%) de los votos de primera preferencia.

### En el Parlamento Europeo
En octubre de 2019 Walsh, junto con sus compañeros del Fine Gael, Mairead McGuinness, Frances Fitzgerald y Seán Kelly, votó en contra de una resolución de la Unión Europea para aumentar el número de buques que realizan misiones de búsqueda y rescate en el Mediterráneo. Walsh dijo que de hecho apoyaba más misiones de búsqueda y rescate en el Mediterráneo, pero citó una enmienda insertada en la resolución que habría ordenado que la información del radar se compartiera entre todos los buques en el Mediterráneo, una disposición que Walsh sugirió que sería contraproducente al alertar a los traficantes de personas, ayudándolos a evitar a las autoridades. La resolución fue rechazada por un margen de dos votos.
Como ciudadana estadounidense e irlandesa, Walsh tenía derecho a votar en las elecciones presidenciales de Estados Unidos de 2020 y lo hizo, emitiendo su voto para Joe Biden.
En febrero de 2020, Walsh rompió la disciplina de voto del Partido Popular Europeo (el partido parlamentario europeo del que es miembro Fine Gael) para apoyar un veto a la construcción de una serie de proyectos de producción de energía en toda Europa, incluidos 55 proyectos de combustibles fósiles. Walsh fue uno de los tres únicos miembros del PPE que se atrevió. Uno de esos proyectos es una estación de gas natural licuado en Ballylongford, en el condado de Kerry, que según sugieren los críticos podría utilizarse para traer gas fracturado importado a Irlanda desde Estados Unidos y Canadá . Al exponer las razones de su voto, Walsh subrayó su oposición al fracking o fracturación hidráulica. El veto no fue aprobado pero otros eurodiputados irlandeses, como Ciarán Cuffe del Partido Verde de Irlanda, la elogiaron por sus acciones.
En junio de 2021, al hablar en el Parlamento Europeo, Walsh pidió que se prestara más atención a los derechos sexuales y reproductivos en la educación tras la publicación de un informe de la UE que pedía mayores derechos para las mujeres en todos los países miembros.
En julio de 2021, Walsh apoyó la acción legal de la Comisión Europea contra Hungría y Polonia por sus intentos de introducir leyes relativas a la comunidad LGBT allí. Walsh declaró: «En los dos años que llevo electa, hemos tenido varias resoluciones: una contra la actuación de Polonia en cuanto a la creación de estas zonas libres de personas LGBTI. Además, y más recientemente, con los cambios en la legislación húngara, que van en contra de todo lo que la UE defiende en términos de valores y principios, como el trato igualitario y justo para todos. Pero, en última instancia, necesitamos que la Comisión garantice ahora que, si no se cumple este plazo de dos meses para los procedimientos de infracción, no podemos postergarlo más. Necesitamos actuar. Orbán se enfrenta a nuevas elecciones el año que viene y es importante que otros eurodiputados y yo sigamos denunciando su labor». Walsh también anunció su asistencia a una marcha del orgullo en Budapest con el objetivo de demostrar a la comunidad LGBT húngara que la UE la apoya.  Mantiene el foco en los ataques que la comunidad sufre en La Unión Europea, y especialmente en países como Hungría, y en retroceso de las políticas inclusivas y de diversidad. En abril de 2025 intervino una vez más en el Parlamento Europeo mostrando su preocupación por la involución que supone la ideología regresiva en los derechos humanos de ultraderecha.
Walsh fue reelegida en las elecciones al Parlamento Europeo de 2024, recibiendo 71.476 (10,5%) de los votos de primera preferencia. En junio de 2025 recibió el Premio anual a la Defensa de los Valores Europeos en el Europarlamento en los Parliament MEP Awards que otorga The Parliament Magazine, ex aequo con la europarlamentaria andaluza Lina Gálvez Muñoz.

## Vida personal
Walsh se declaró lesbiana públicamente después de ganar la Rosa de Tralee en 2014. Afirmó que había salido del armario con sus padres hacía más de dos años después de conocer a su primera novia. En 2016 comenzó una relación con la productora de televisión nominada al Premio Emmy, Shauna Keogh.  Walsh declaró en 2017 que quería casarse con Keogh pero la pareja terminó su relación al año siguiente.
En 2017 fundó una empresa de planificación de bodas, Juniper & Ruby, centrada principalmente en bodas LGBT. Como integrante de la Asociaciones de Pioneros de la Abstinencia Total desde los 12 años, no bebe alcohol. 